# Emerico Amari
Emerico Amari (Palermo, 10 maggio 1810 – Palermo, 21 febbraio 1870) è stato un giurista, politico e giornalista italiano antesignano della disciplina del diritto comparato, studioso di economia con interessi e competenze filosofiche; fu uno dei protagonisti del movimento politico liberale durante il Risorgimento italiano.

## Biografia
Emerico Amari apparteneva ad un'antica e nobile famiglia palermitana: il padre era il Conte di S. Adriano Mariano Salvatore Amari, deputato nel Parlamento siciliano del 1812, e la madre, Rosalia Baiardi apparteneva alla famiglia dei Marchesi di S. Carlo. La coppia ebbe illustri figli, uno dei quali, il conte Michele Amari, era omonimo del senatore Michele Amari, patriota risorgimentale e grande studioso della Sicilia musulmana.

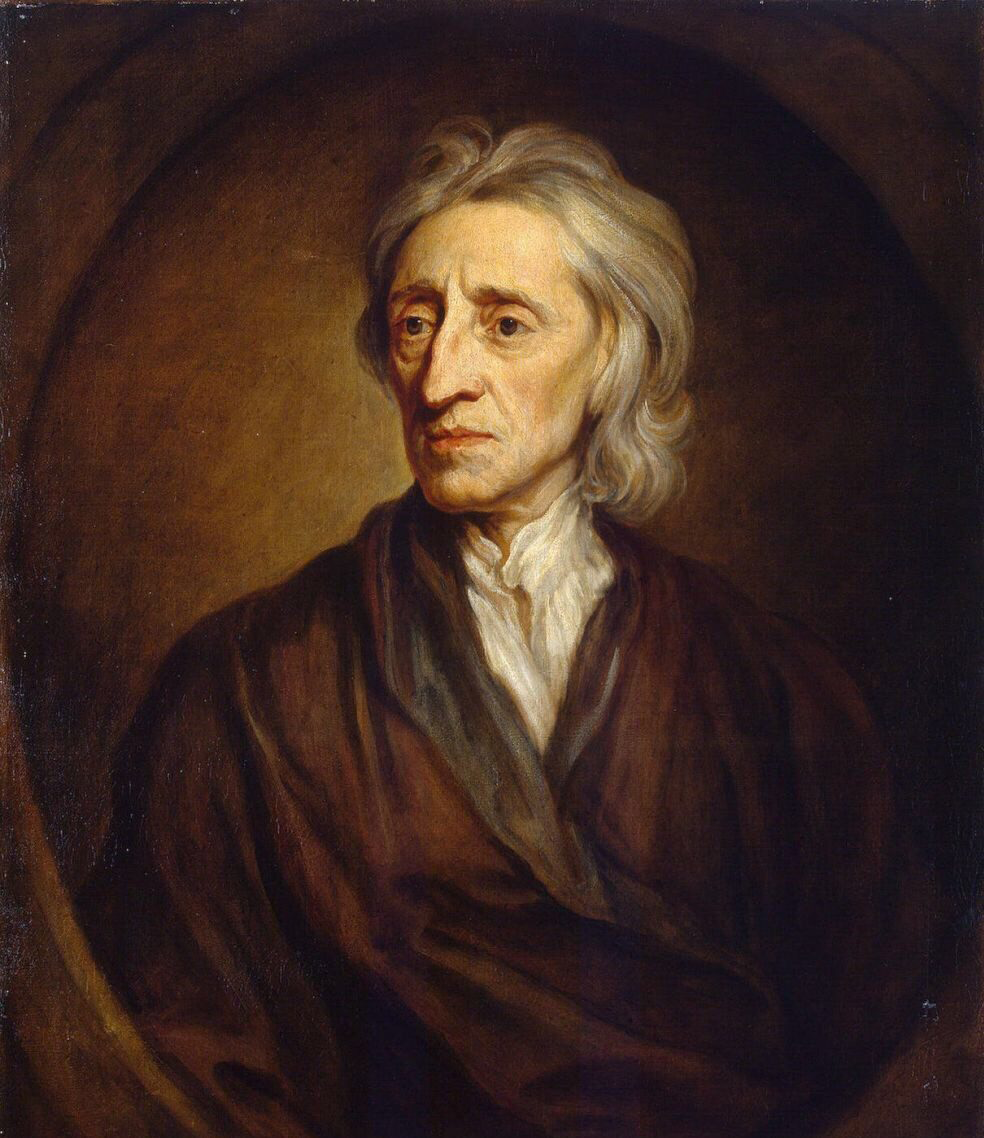
Il filosofo John Locke

Completati gli studi iniziali preso i padri Scolopi nel collegio Colasanzio di Palermo, Emerico si iscrisse all'Università palermitana laureandosi in giurisprudenza. Praticò per brevissimo tempo la professione di avvocato, presto lasciata per occuparsi delle discipline a lui più congeniali come la filosofia pubblicando nel 1833 sulle Effemeridi scientifiche letterarie uno scritto dal titolo Sopra gli elementi di filosofia del Prof. V. Tedeschi dove avanzava critiche al pensiero kantiano, allora diffuso negli ambienti intellettuali siciliani, in nome dell'empirismo di Locke e del pensiero di Romagnosi.

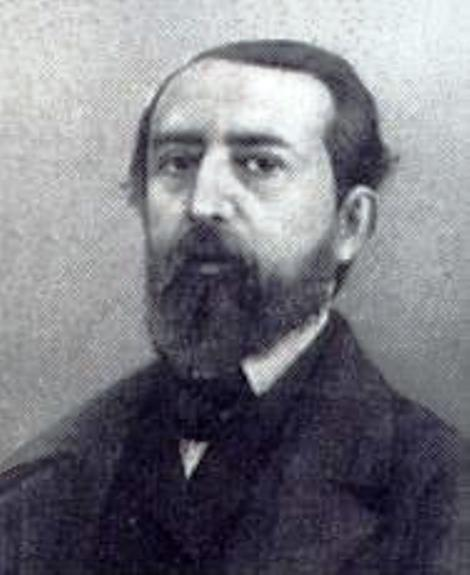
Giuseppe La Farina: patriota e scrittore

Dal 1836 iniziò l'attività di corrispondente con articoli di argomento giuridico ed economico liberista nel Giornale di Statistica. Temi questi che ripropose nel suo insegnamento di diritto penale dal 1841 al 1848 presso l'Università di Palermo dove attirò l'attenzione della polizia borbonica per una sua applaudita lezione nel dicembre 1842 sulla pena di morte.

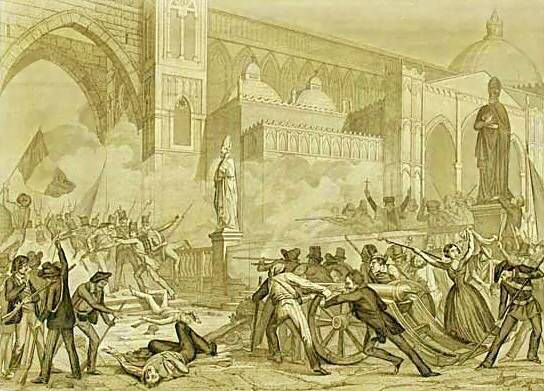
I moti del 1848 a Palermo.

Questa sua diffusa fama di oppositore liberale, rinfocolata da un suo appassionato discorso tenuto a Palermo il 28 novembre 1847, a villa Giulia, dinanzi ad una grande folla, fece sì che, due giorni prima dello scoppio della rivoluzione palermitana del 1848, fosse arrestato ma liberato dopo pochi giorni, quando l'esercito borbonico si ritirò a Napoli. Eletto deputato di Salemi e Palermo lavorò per una nuova costituzione siciliana e fu inviato dal governo rivoluzionario come ambasciatore insieme ai patrioti Giuseppe La Farina (1815 – 1863) e Francesco Ferrara (1810 – 1900) a Torino per offrire la corona di Sicilia al duca di Genova.
Quando le truppe borboniche rioccuparono Palermo restaurando la monarchia nel 1849, Emerico Amari fuggì prima a Malta e successivamente a Genova.
Durante l'esilio tenne una lunga corrispondenza con l'amico Francesco Ferrara con lui esiliato e collaborò a giornali di economia pubblicando, nel 1857, la sua opera più importante che ebbe grande risonanza in Italia e all'estero: La Critica di una scienza delle legislazioni comparate dove trattava di diritto alla luce della filosofia della storia, materia di cui divenne insegnante nel 1859 presso l'Istituto di studi superiore di Firenze.
Nel 1860, dopo la fortunata impresa dei Mille di Garibaldi, tornò a Palermo ricevendo l'incarico dal governo provvisorio di trovare soluzioni che adeguassero le condizioni meridionali al resto della nazione ma ben presto si dimise dal compito assegnatogli rendendosi conto che tutta l'impresa garibaldina si era risolta con una pura e semplice annessione della dinastia sabauda, dal governo ispirato ad un rigido centralismo. Rifiutò quindi le cariche pubbliche che gli furono proposte, compresa l'offerta da parte del senatore Michele Amari, ministro della Pubblica istruzione, della cattedra di diritto e di legislazione comparata nell'Università di Palermo.
Proposto come candidato dall'intero schieramento politico parlamentare, Emerico Amari fu eletto deputato al primo Parlamento del Regno d'Italia. Le dimissioni presentate un anno dopo, a causa della mortale malattia del figlio Enrico, furono respinte ma Emerico, pur se eletto ancora una volta nel 1867, si ritirò alla fine dalla vita parlamentare. Accettò invece dal 1868 la rappresentanza al Consiglio municipale di Palermo che tenne fino alla morte, sopravvenuta a causa di una malattia sconosciuta il 20 settembre 1870, il giorno stesso in cui, con Roma capitale d'Italia, si concludeva il processo risorgimentale.
Per volontà del comune di Palermo in sua memoria è stato eretta una statua che lo rappresenta nel Pantheon di S. Domenico dove è stato sepolto e una via centrale della stessa città gli è stata intitolata.

## Opere
- Sopra gli elementi di filosofia del Prof. V. Tedeschi, in "Effemeridi scientifiche letterarie per la Sicilia", Catania, 1833.
- Sulla società statistica di Londra e i suoi lavori, in "Giornale di Statistica", 1839, vol. IV.
- Difetti e riforme delle statistiche dei delitti e delle pene. Art. I, in "Giornale di Statistica", 1839, vol. IV.
- Difetti e riforme delle statistiche dei delitti e delle pene. Art. II, in "Giornale di Statistica", 1840, vol. V.
- Il sistema protettore e la collisione degli interessi rivali nel commercio. Zuccheri indigeni e coloniali, in "Giornale di Statistica", 1840, vol. V.
- Degli uffizi del magistrato e dell'amministrazione della giustizia, in "Giornale di Statistica", 1840, vol. V.
- Dell'uso di talune dottrine nei giudizi penali e dell'amministrazione della giustizia, in "Giornale di Statistica", 1840, vol. V.
- Principi di diritto pubblico marittimo e storia di molti trattati sugli stessi del Conte Ferdinando Lucchesi Palli, in "Giornale di Statistica", 1840, vol. V.
- Memoria sui privilegi industriali e sopra due Memorie estemporanee scritte su tale argomento dai Sigg. Placido De Luca e Salvatore Marchese nel concorso alla cattedra di economia e commercio nella Regia Università di Catania, in "Giornale di Statistica", 1840, vol. V.
- Basi di un progetto per popolare l'isola di Lampedusa, in "Giornale di Statistica", 1841, vol. VI.
- Degli elementi che costituiscono la scienza del diritto penale, tentativo di una teoria del progresso, in "Giornale di Statistica", 1841, vol. VI.
- L'indole, la misura e il progresso dell'industria comparata delle nazioni, Palermo 1844.
- Articoli vari, in "Giornale di Commercio", Palermo 1844.
- Rapporto della commissione sul lavoro preparatorio per la convocazione del Parlamento, in Atti del Real Parlamento di Sicilia, Palermo 1848.
- Articoli vari, in "La Croce di Savoia", Torino 1850-51.
- Articoli vari, in "Il Monitore dei comuni italiani", Torino 1852.
- La ritrattazione di Gladstone, in "Corriere mercantile di Genova", 1852.
- Articoli vari, in "L'Economista. Giornale della domenica", Torino 1856.
- Critica di una scienza delle legislazioni comparate, Genova 1857.
- Del concetto generale e dei sommi principi della filosofia della storia, Genova 1860.
- Discorso alla Camera dei deputati del 10 luglio 1867 nella discussione del progetto di legge sull'asse ecclesiastico, Palermo 1867.
- Della libertà commerciale tra Napoli e Sicilia ossia della necessità del libero cabotaggio, in G. Bentivegna, E. Amari, La filosofia, le leggi e la storia, Catania 1992.
- Storia comparata delle legislazioni d'occidente dalla caduta dell'Impero insino ai nostri giorni, a cura di G. Bentivegna, Catania 1993.
- Critica e Storia di una scienza delle legislazioni comparate. Libro II: Della Storia, a cura di G. Bentivegna, Catania 1996.